# Josef Limberger
Josef Limberger (* 4. Oktober 1958 in Micheldorf) ist ein österreichischer Autor und Fotograf.

## Leben und Wirken
Josef Limberger besuchte die Holzfachschule Hallstatt in Hallstatt und ist gelernter Bildhauer und Maler. Er fotografiert für Kalender, Zeitschriften und Bücher und ist Verfasser zahlreicher Fachartikel für diverse Zeitschriften und Bücher. Er gilt seit 2004 als treibende Kraft bei der Realisierung des Naturschutzprojektes Grünes Band Europa in Oberösterreich.
Im Auftrag der Naturschutzabteilung der Oberösterreichischen Landesregierung dokumentierte er die oberösterreichischen Naturschutzgebiete fotografisch. Besonderes Interesse brachte er dabei dem besonders ornithologisch interessanten Wiesengebiet Koaserin Koaserin im Innviertel entgegen. Für die Oberösterreichische Umweltanwaltschaft hat er 2004 die Brut- und Wintereinstandsplätze für Steinkauz und Schleiereule erhoben.
Seit 1997 ist der Obmann des oberösterreichischen Naturschutzbundes und als solcher auch Schriftleiter und Mitglied der Redaktion der Zeitschrift Informativ des Vereins. Er gehört auch der Innviertler Künstlergilde und dem Verein für Tier- und Naturfotografie Österreich an. Er lebt mit seiner Familie in Steegen bei Peuerbach.

## Auszeichnungen
- Konsulent der Oberösterreichischen Landesregierung
- Ehrenzeichen des Naturschutzbundes Österreich

## Publikationen
- Naturerlebnis Oberösterreich – Die schönsten Wanderungen, St. Pölten, 2003 und 2010
- Beitrag im Katalog zur Eröffnungsausstellung im neuen Südflügel des Linzer Schlossmuseums – Das Grüne Band Europas – Grenze, Wildnis, Zukunft und Großer Wald im Herzen Europas – Der Böhmerwald, Linz, 2007
- Bibliografie zur oberösterreichischen Geschichte. Literatur zu Josef Limberger. In: ooegeschichte.at. Virtuelles Museum Oberösterreich

## Ausstellungen
- Verborgene Kostbarkeiten, Fotoausstellung, Botanischer Garten Linz, 2011[4]